# Eunidia obliquealbovittatoides
Eunidia obliquealbovittatoides är en skalbaggsart som beskrevs av Stefan von Breuning 1986. Eunidia obliquealbovittatoides ingår i släktet Eunidia och familjen långhorningar.
Artens utbredningsområde är Botswana. Inga underarter finns listade i Catalogue of Life.